# 三交タクシー
株式会社三交タクシー（さんこうタクシー）は三重県四日市市に本社を置く三重交通グループホールディングス傘下のタクシー会社。タクシー会社では三重県下最大規模。

## 沿革
1944年（昭和19年）に三重県内の7運輸会社が合併し三重交通が発足、それぞれの会社の貸切乗用自動車（タクシー）部門は新会社に引き継がれた。しかし、戦時中はほぼ休業状態となり、戦争直後も鉄道やバスの復興に主力を注いだため、タクシーの整備が始まったのは1948年（昭和23年）頃からであった。
1951年（昭和26年）頃からタクシー事業が急速に発展したが、鉄道やバスに対して業務体系に本質的な違いがあったため、分離独立させることとし、1952年（昭和27年）より三重県各地にタクシー会社を設立、統廃合を繰り返し、2007年（平成19年）に系列会社を一本化した株式会社三交タクシーとなった。
2019年（平成31年）3月には、津地域でのタクシー営業を取り止めるとともに、津営業所（津市乙部1番3号）にあった本社を四日市市に移転した。

### 年表
- 1952年（昭和27年）4月10日 - 平和タクシー株式会社が三重交通の系列に入る
- 1953年（昭和28年）8月31日 - 三重交通南部現業所の乗用自動車部門が分離独立し、三交タクシー株式会社設立
- 1954年（昭和29年）5月13日 - 三重交通北部現業所の乗用自動車部門を分離独立し、北部三交タクシー株式会社設立
- 1954年（昭和29年）6月18日 - 平和タクシー株式会社が津タクシーを合併
- 1954年（昭和29年）8月18日 - 平和タクシー株式会社が中部三交タクシー株式会社に改称
- 1955年（昭和30年）4月29日 - 昭和自動車有限会社が三重交通の系列に入る
- 1955年（昭和30年）9月27日 - 三重交通上野営業所の乗用自動車部門を分離独立し、伊賀三交タクシー株式会社設立
- 1956年（昭和31年）6月1日 - 松和交通が松阪三交タクシー株式会社に改称
- 1956年（昭和31年）6月1日 - 昭和自動車有限会社が志摩三交タクシー有限会社に改称
- 1956年（昭和31年）6月21日 - 御船タクシーが三重交通の系列に入る
- 1956年（昭和31年）8月18日 - 三重交通南紀支社の乗用自動車部門を御船タクシーに譲渡
- 1960年（昭和35年）3月21日 - 松阪三交タクシー株式会社がひかりタクシーを合併
- 1960年（昭和35年）6月21日 - 中部三交タクシー株式会社がミツワタクシーを合併
- 1961年（昭和36年）3月20日 - 御船タクシーが南紀三交タクシー株式会社に改称
- 1966年（昭和41年）11月8日 - 志摩三交タクシー有限会社が株式会社に法人組織を変更
- 1969年（昭和44年）3月1日 - 志摩三交タクシーが浜島タクシーを買収
- 1969年（昭和44年）9月3日 - 紀勢交通が紀伊三交タクシー株式会社に改称
- 1969年（昭和44年）12月1日 - 三交タクシー株式会社が志摩三交タクシー、伊勢自動車を合併
- 1970年（昭和45年）9月1日 - 北部三交タクシー株式会社が菰野交通を買収
- 1971年（昭和46年）7月20日 - 桑名タクシー有限会社が三重交通の系列に入る
- 1971年（昭和46年）11月1日 - 桑名タクシー有限会社が有限会社桑名三交タクシーに改称
- 1972年（昭和47年）4月6日 - 有限会社桑名三交タクシーが株式会社に法人組織を変更
- 1974年（昭和49年）10月 - 北部三交タクシー株式会社が桑名三交タクシー株式会社を合併
- 1975年（昭和50年）10月 - 紀伊三交タクシー株式会社がタクシー部門を譲渡
- 1977年（昭和52年）12月 - 南紀三交タクシー株式会社が解散
- 1981年（昭和56年）6月 - 伊賀三交タクシー株式会社が上野タクシーを買収
- 1982年（昭和57年）12月 - 伊賀三交タクシー株式会社が観光タクシー（名張市）を買収
- 1986年（昭和61年）12月 - 伊賀三交タクシー株式会社が島ヶ原タクシーの営業譲受
- 1993年（平成5年）4月1日 - 中部三交タクシー株式会社、松阪三交タクシー株式会社、伊賀三交タクシー株式会社の3社が合併し、株式会社三交タクシー中部設立
- 2001年（平成13年）2月 - 北部三交タクシー株式会社が株式会社三交タクシー北部に改称
- 200x年（平成1x年） - 三交タクシー株式会社が株式会社三交タクシー南部に改称
- 2007年（平成19年）4月1日 - 株式会社三交タクシー北部が、株式会社三交タクシー中部、株式会社三交タクシー南部、有限会社マルコタクシー、三雲タクシー有限会社を合併し、株式会社三交タクシーに改称
- 2014年（平成26年）6月30日 - 観光バス事業を廃止[2]
- 2019年（平成31年）3月11日 - 本社を四日市市に移転。津営業所を廃止し、四日市営業所に統合[1]。志摩事業所を廃止し、伊勢営業所に統合[1]。

## 本社・営業所

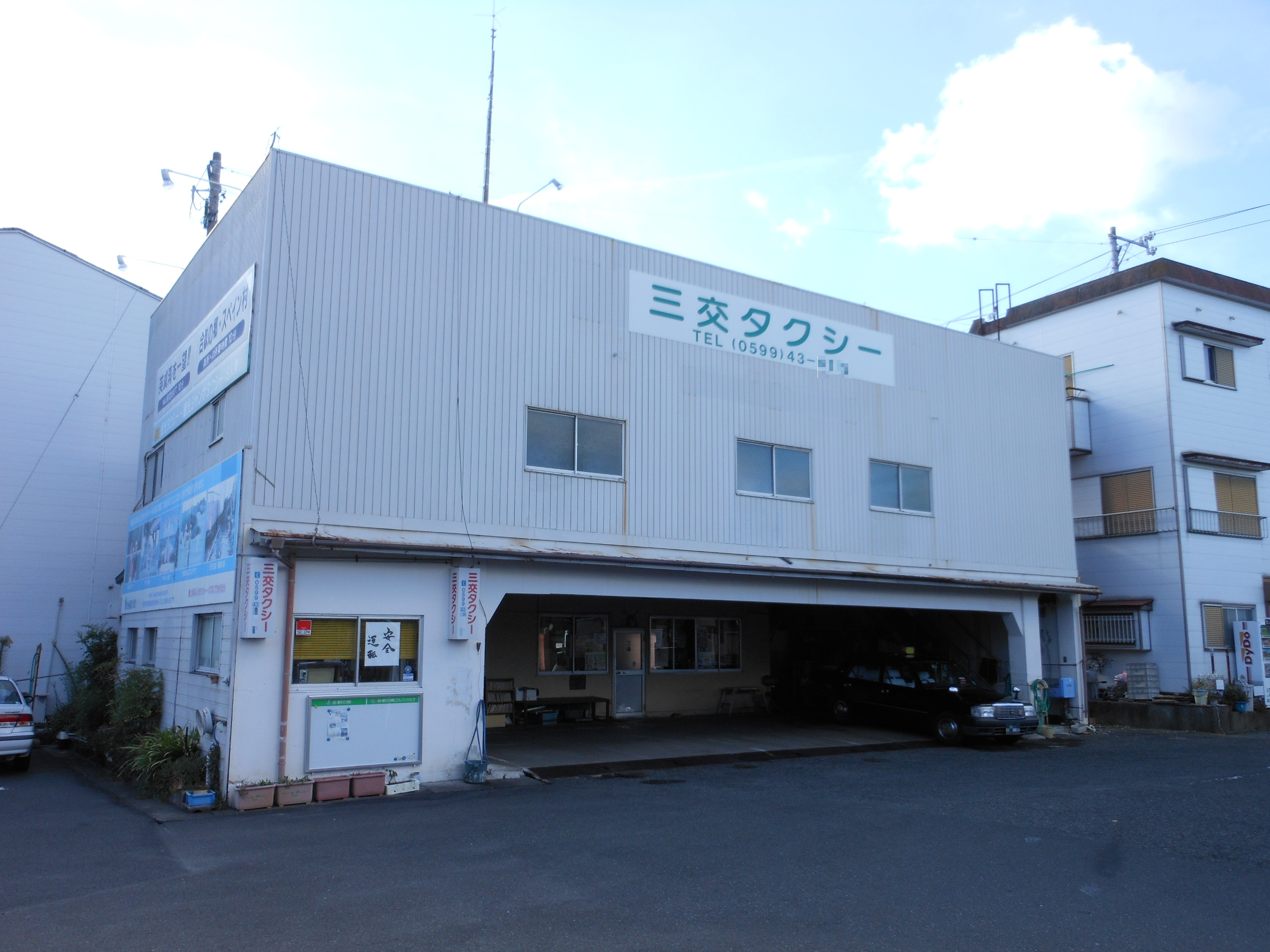
三交タクシー志摩営業所（2019年3月廃止）

- 本社: 〒510-0064 三重県四日市市新正3丁目3番6号

| 事業本部     | 営業部           | 営業所       | 所在地                                                 |
| ------------ | ---------------- | ------------ | ------------------------------------------------------ |
| 中部事業本部 | 津営業部         | 鈴鹿営業所   | 〒513-0036 三重県鈴鹿市矢橋一丁目12番6号               |
| 中部事業本部 | 松阪営業部       | 松阪営業所   | 〒515-0041 三重県松阪市上川町字大西山2516番地9         |
| 中部事業本部 | 伊賀営業部       | 上野営業所   | 〒518-0823 三重県伊賀市四十九町下教免1784番地18        |
| 中部事業本部 | 伊賀営業部       | 名張営業所   | 〒518-0486 三重県名張市百合が丘西六番町22番地          |
| 北部事業本部 | 四日市営業部     | 四日市営業所 | 〒510-0064 三重県四日市市新正三丁目3番6号              |
| 北部事業本部 | 四日市営業部     | 菰野営業所   | 〒510-1233 三重県三重郡菰野町大字菰野字杉之下2297番地5 |
| 北部事業本部 | 桑名営業部       | 桑名営業所   | 〒511-0839 三重県桑名市大字安永900番地                 |
| 南部事業本部 | 伊勢営業部       | 伊勢営業所   | 〒516-0005 三重県伊勢市竹ヶ鼻町237番地7                |
| 南部事業本部 | 鳥羽・志摩営業部 | 鳥羽営業所   | 〒517-0011 三重県鳥羽市鳥羽一丁目12番12号              |

### かつて存在した営業所
- 津営業所 - 〒514-0016 三重県津市乙部1番3号、2019年3月廃止
- 志摩営業所 - 〒517-0501 三重県志摩市阿児町鵜方1669番地3、2019年3月廃止

## 車両
2023年10月31日現在、車両数は137両（中型・大型タクシー120両、ジャンボタクシー17両）。

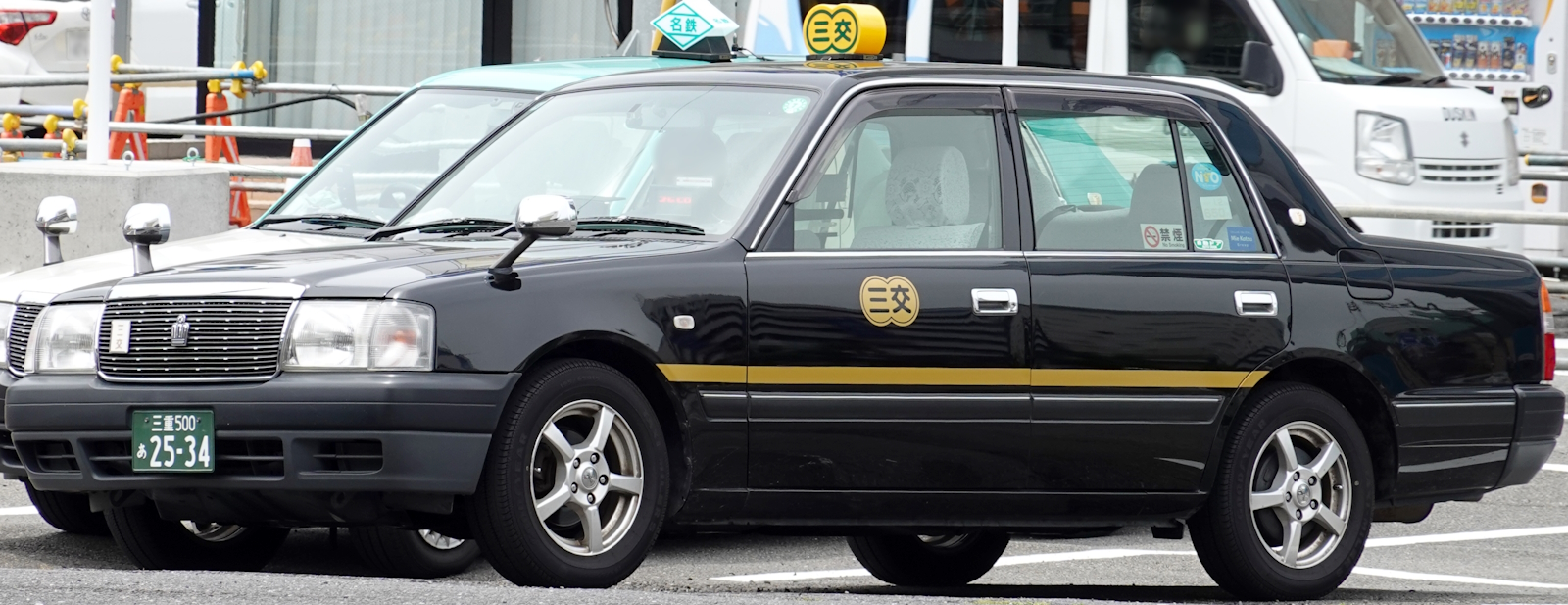
三交タクシーの車両

## 受託業務
松阪市の機殿・朝見地区コミュニティバスの運行を請け負っている。社団法人日本バス協会の会員にはなっていない。